# 若乃花幹士 (2代)
2代目 若乃花 幹士（わかのはな かんじ、1953年4月3日 - 2022年7月16日）は、青森県南津軽郡大鰐町出身で二子山部屋に所属した大相撲力士、第56代横綱。本名は下山 勝則（しもやま かつのり）。引退後は年寄・間垣。
大関時代までの四股名は「若三杉」だったが、横綱昇進を機に師匠の四股名「若乃花」を継承した（大関まで名乗った若三杉も当時部屋付き年寄だった11代荒磯の元関脇若三杉彰晃の四股名を継承したものである。）身長186cm、体重133kg。血液型はA型。現役時代の愛称は下の名前の勝則から「カンボ」と呼ばれていた。師匠であった初代若乃花の娘婿となったが、後に離婚。

## 来歴

### 入門
小学校二年から青森県下の相撲大会に出場、大鰐地区の小学生相撲大会で4年連続優勝、中学2年の夏休みの作文には「将来は横綱か大関になりたい」と書いた。活躍の評判を聞いた同郷の元横綱・初代若乃花の二子山親方に見出され、浪岡町出身の高谷（のちの第59代横綱・隆の里）と同じ夜行列車 「ゆうづる」で上京、二子山部屋に入門した。1968年7月場所初土俵。「朝ノ花」と名乗っていた幕下時代から北の湖とならぶホープとして期待されたが、当時は土俵際で無理に残すことが多いためしばしばケガをしてやや出世が遅れた。とはいえ若三杉と改めて半年後の1973年7月場所に20歳で新十両、十両は2場所で突破して同年11月場所に新入幕、翌1974年11月場所には新小結で11勝4敗という好成績を挙げ、一気に大関候補と呼ばれるまでになる。幕内昇進後の二子山部屋座談会では遅食いではあるが丼飯を6杯から7杯食べることを若獅子や貴ノ花から暴露されており、健啖家であったことも力士として成功した要因の1つと言える。
一時期肝炎を患って伸び悩んだものの、1977年1月場所には関脇で3場所連続の11勝4敗の成績を挙げ、場所後に大関に昇進した。大関時代は柔らかい足腰、切れ味鋭い投げ技で、北の湖・輪島全盛期のなかで活躍。実力と共に人気も急上昇してCMにも多数出演し、テイチクレコードからはドクター南雲とシルバーヘッドホーン(歌)とDJウルフマン・ベティー(合いの手)によるディスコソング調の応援歌「ソウル若三杉」がリリースされ、また若三杉自身もローオンレコードから「泣きぼくろ」で歌手デビューもした。大関2場所目となる1977年5月場所には13勝2敗で初優勝し、以後横綱昇進を期待される。
甘いマスクで人気があり蔵間と女性ファンの人気を二分しており、ことに水商売の女性の受けが良かった。NHK相撲解説者の玉ノ海梅吉も大関昇進を狙っていた時期の若乃花を見て「かわいい顔しているじゃないですか」とその容姿を気に入っているかのような発言を度々行っていた。一方で「"ジョッパリ"（強情っ張り）の代表選手」とも言われ、顔に似合わない負けん気の強さが持ち味でもあった。

### 横綱昇進
1978年1月場所は13勝で準優勝、3月場所・5月場所は2場所連続で優勝同点（優勝決定戦の相手はいずれも北の湖）とし、5月場所後の横綱審議委員会では、他の横綱昇進の事例と比較して遜色ないとの理由付けにより満場一致で「異議なし」として横綱推薦が決まった。綱取り直前3場所通算の成績は40勝5敗であり、これは大乃国がタイ記録に並ぶまで単独の最高記録であった（現在は貴乃花の41勝が最高記録であり、若乃花は大乃国と共に2位タイ）。一方で、直前3場所内に優勝がないのは柏戸以来で、「前例のない推薦」とされた。横審委員からは土俵態度等を念頭に「精神面での充実」「模範になる行動を」との注文がついた。
横綱昇進伝達式での口上は、「謹んでお受けします。心技体の充実につとめ、立派な横綱になるよう精進致します」であった。横綱土俵入りの型は師匠と同じ雲竜型で、指導は二子山と輪島が行い、二子山は「新横綱でないみたいだなあ。輪島よりずっとうまいや」と言って周囲を笑わせた。明治神宮での新横綱奉納土俵入りでは同期の隆の里が露払い、兄弟子の大関・貴ノ花が太刀持ちを務めた。貴ノ花ファンからは「かわいそうだからやらせないで!」という声が上がったが、師匠の二子山は貴ノ花に奮起を促すのと同時に、ファンサービスのために、あえて弟弟子の太刀持ちを命じたと言われる。
横綱昇進とともに師匠の現役名である若乃花幹士を襲名することになった。若三杉本人は横審の結果を受けた記者会見で「横綱としての自信がつけば、オヤジのシコ名を継ぎたい」と述べたが、二子山は部屋創設当時から自分の弟子で最初の横綱に名前を継がせると公言していたことを若三杉本人は全く知らず、決定後に聞いて「えっ、若乃花だって!?」と驚いていた。一説によれば本人は若三杉の四股名を大変気に入っており改名したくなかったとも言われる。
横審委員の池田弥三郎は「柔の若三杉と剛の北の湖」と評したが、昇進後は北の湖全盛期と重なってどうしても二番手という印象が拭えず（優勝次点は輪島と並ぶ14回で史上1位、他に優勝決定戦での敗退が2回ある）、優勝回数は4回と少なく、初代若乃花ほどの活躍はできなかった。また、富士櫻を大の苦手としていた（横綱として最初の一番に敗れている）。それでも成績と相撲内容は安定しており、当時北の湖に次いで歴代2位の記録にあたる、通算（幕内）28場所連続勝ち越しの成績を挙げる（現在は武蔵丸・白鵬・北の湖に次ぎ、旭富士と並ぶ歴代4位タイ）。また幕内連続2桁勝利も23場所を記録している（当時歴代3位、現在白鵬・北の湖・大鵬に次ぎ歴代4位）、横綱として16場所連続2桁勝利の記録も残している。1978年には6場所合計78勝12敗の成績を挙げながらも北の湖が82勝8敗の成績を残した（当時の年間勝利数新記録）ため年間最多勝を逃すなど不運な面があった。北の湖との対戦成績は横綱昇進前は11勝11敗と五分だったが、昇進後は7勝14敗と差がついてしまった。一方輪島は逆で、昇進前は6勝14敗と大きく負け越していたが、昇進後は8勝5敗と勝ち越している。北の湖との優勝決定戦が行われた1978年5月場所千秋楽のNHK大相撲中継の視聴率は37.3%であり、夏場所のものとしては2017年3月場所終了時点で2位である（ビデオリサーチ調べ）。全勝優勝を決めた同年11月場所千秋楽の北の湖戦などはNHK大相撲中継の視聴率が実に42.1%を記録しており、これは九州場所のものとしては2017年9月場所終了時点で1位である（ビデオリサーチ調べ）。
輪島、北の湖に代表される、左四つを得意とする力士が全盛を極めた時代の一翼を担った。腕力はそれほどでもなかったが、廻しを掴んでからの安定感があり、体の柔らかさを生かした投げが得意だった。武器の右上手投げは左下手からの捻りとの合わせ技で、その切れ味も評論家から評価されていた。懐が深く波離間投げの奇手を見せたこともあった。一方で廻しを取れないと何もできない場面も多く、押し相撲の力士をやや苦手とした。横綱時代もたびたび立合いで変化する事があったため、神風正一ら、うるさ型の評論家から酷評された事もあった。また、勝負にこだわり過ぎる傾向があり、負けたときの悔しさを表情に出しすぎると批判されたこともある。締め込みが固い力士としても知られ、特に1978年5月場所14日目の北の湖戦で廻しをきつく締めて右上手を許さず勝利した。なお、あまりの廻しの固さに自身もその取組後に肋骨を骨折した。9月場所とは極端に相性が良く、1973年に初めて9月場所で15番勝負（つまり十両以上）を経験してから最後の9月場所である1982年まで10場所中9場所を2桁白星で終え、1975年は9勝6敗に終わったものの金星を獲得した。
1980年6月2日、故郷青森県大鰐町で古川武治作の木彫り像が完成、除幕式が行われた。
1981年3月場所限りで輪島が土俵を去り、千代の富士が台頭してきた頃から肝臓病や頸椎捻挫・直腸周囲膿瘍などで休場が重なり、この年皆勤したのは1月場所と9月場所のわずか2場所だけだった。肝臓病は大の酒好きであったことに由来しており、1978年11月場所に肝炎を患ったが二子山に叱責されることを恐れて強行出場した結果、15戦全勝での優勝を果たしたという逸話がある。翌1982年に再起を目指し、5月場所には12勝3敗と久々に復調し、千秋楽まで千代の富士や朝汐との優勝争いに絡んだ。しかし、それ以外の場所は11月場所を除き皆勤するも、2桁勝つのがやっとの状態で、さらに11月場所は持病の痔が悪化し手術のためにまたもや全休。翌1983年1月場所に進退を掛けて出場したものの満足な相撲が取れず、5日目の朝潮（朝汐から改名）に敗れ2勝3敗となった相撲を最後に、成績不振の理由により29歳9か月の若さで現役引退した。
私生活では1980年9月場所後に師匠・二子山の長女と結婚するも1981年12月には離婚し、程なく銀座7丁目でクラブのママを務めていた女性と再婚、一女を儲けている。

### 引退後
まだ30歳前ではあったが、師匠の娘と結婚後に別離し年上のホステスと情交関係を結び、後に再婚するなどの問題が影響したのか、協会内に引き止める者は少なかったと言われている。ただ、同期の隆の里（当時・大関）は「あれだけの素質を持つ男がこのまま引退とは惜しい。あと1か月もすれば次の場所が来るから、そこで賭けるべきだ」と最後まで引き止めていた。
1983年12月に二子山部屋から分家独立して間垣部屋を興し、若闘将に始まり、若ノ城や五城楼、大和、若ノ鵬の幕内力士を育てた。若闘将が十両に昇進したときは、『親方（10代二子山）の停年までに関取を育てることができて良かった』と心の底から安堵した様子だった。しかし部屋からは三役（小結以上）力士は出ることは遂になかった。また、中学生横綱のタイトルを獲得した高見盛精彦には中学卒業間近に勧誘したが、「偶然勝っただけ、高校は卒業しておきたかった」という理由で断り入門には至らなかった。
1985年、間垣勝晴名義でポリドールからシングル版『すまないね』を発売。
1998年1月には境川理事長（横綱・佐田の山）の年寄名跡改革私案に反対し、各一門による立候補枠の事前調整を無視して日本相撲協会理事選挙に出馬表明、立候補者が定数を上回ったために1968年の機構改革以来で初の理事選挙となり、自身の属する二所ノ関一門の勢力を背景に初当選した。理事としては、地方場所部長（大阪場所担当）を約10年間務めた。
2000年代以降は、自身や部屋の弟子に関するトラブルが相次いだ。
2005年末に夫人に先立たれるという不幸に見舞われる。2007年3月13日昼頃、3月場所開催中の大阪府立体育会館内で、突然頭痛を訴えて倒れ、脳出血の疑いで大阪市内の病院に緊急入院し、手術を受けた。一命は取り留めたが、その後は車椅子生活を余儀なくされる。また、脳出血の影響により体重は30Kgも落ちていた。脳出血の原因は夫人の死後、失意の中で毎日2升の酒を飲んだことにあるとされている。同年11月場所に若ノ鵬が新入幕を果たし、番付発表後の記者会見で久々に公の場に姿を見せ、涙を流し愛弟子の昇進を喜んだ。2008年2月、役員改選に立候補して6選を果たした。
2008年5月場所の4日目（5月14日）の部屋での朝稽古中に序二段力士の弟子を竹刀で叩くと言う暴行事件を起こし、太ももなどに全治1週間の打撲と擦過傷を負わせた
。この事件について当人の間垣親方は事件が発覚した7日目の夜は「悪いことをしたら叩くのは当たり前。弟子がかわいいからやっている」などと話し、この叩かれた弟子の奈良にも新弟子をいじめるなどの問題があったと主張した
。しかし8日目に一転して北の湖理事長に謝罪した
。また、弟子も反省し、現在、両者の間にわだかまりはないという。この件で相撲協会の再発防止検討委員会から5月23日に厳重注意を受けたほか、5月29日の理事会において、3か月間30%の減俸の処分が決められた
。
8月18日、若ノ鵬が大麻所持の疑いで逮捕された（大相撲力士大麻問題）。この責任を取り、21日付で理事職並びに大阪場所担当部長を辞任した。1968年に理事が公選制になってから不祥事で辞任するのは、初めての事である。なお、若ノ鵬は同日付で解雇処分となった。若ノ鵬が解雇の際、「若ノ鵬が部屋の外にマンションを借りていたのは、知らなかったでは済まないと思うが知らなかった」と発言していた。なおこの大麻事件については、冤罪だと語ったという。「では、親方であるあなたが訴訟を起こすなりして、彼の無罪をはらすべきだ」と指摘されると、「知らねぇよ、関係ねぇよ」と答えていた。また、同年12月15日には、弟子の若三梅が現役中に死亡した。
2010年1月、相撲協会理事選挙においては一門の意向に反してかつて義理の従兄弟で親戚関係だった一代・貴乃花の立候補を支持して一門を破門され、貴乃花一門の結成に参加する。
2011年11月7日、同時入門・初土俵で1983年7月場所後に30歳の遅咲きで横綱昇進を果たした13代鳴戸（元横綱・隆の里）が急性呼吸不全により59歳で急逝した。当日、夕方に行われたお別れの会では亡骸に向かいながら「お前、何しているんだ、寝てる場合じゃないだろう。早く起きろ」と声を掛けたという。その後の記者会見では「自分が一歩早く（上位に）上がっても、必ず追い掛けてきた。とにかく根性があった。良い弟子に恵まれ、これからという時だったのに…。」と語りながら悔し涙を浮かべていた。
師匠としては2007年以降、脳出血の後遺症もあってか十分に指導が出来ない状態が続いていた。二所ノ関一門を離れる以前は、一門の他の部屋から手の空いた親方が派遣されて稽古を見ていた様子である。若三勝(のちの第73代横綱・照ノ富士)が部屋に在籍していた頃には、力士の食糧にも事欠く有様であった。しかしながら、やはり体調不良であってか部屋の経営が困難となり、2013年3月25日付で部屋を閉じ、所属力士らとともに一門外の伊勢ヶ濱部屋（伊勢ヶ濱一門）へ移籍した。2017年に発行された相撲関連ムックには「なぜか伊勢ヶ濱部屋に預けられた」と一門移籍を不可解と捉える記述があった。同年4月3日に満60歳の還暦を迎えたが、還暦土俵入りは実現出来なかった。（還暦土俵入りをしなくても赤い綱だけを記念に作り受け取る例もあるが、作成の有無は公表されず不明である。）
2013年12月19日、年寄名跡の一括管理を進めている相撲協会はこの日までに年寄名跡証書の提出を求めていたが、現役の関取に証書を渡してあり、両者の名跡を巡るやり取りの調整が付かなかったために提出期限前日に証書の提出を断念し、相撲協会に退職を届け出て、協会を去った。
協会退職後は大阪市にあるサービス付き高齢者向け住宅に転居し、元弟子の介護を受けて生活していた。角界とは疎遠だったが、2015年11月20日、北の湖の急逝の際には日刊スポーツの取材に対して「びっくりした。大腸がんだとは聞いていた…現役時代はライバルというより目標だった。上手を取ると強かったが、突っ張っても何でも強い万能力士で、負けず嫌いだった。理事長としては最近、近い世代が周りにいなくて可哀想で、私が側で支えてあげたらと思う事もあった」等とコメントしている。また、2020年11月には貴闘力が運営するYouTubeチャンネルで久々に元気な姿を見せていた。
照ノ富士が横綱に昇進した際は、かつて満足でない環境に耐えてきた照ノ富士を慮ってか、照ノ富士について何も話さなかったという。
2022年7月16日午後6時47分、肺がんのため大阪市内の病院で死去。69歳没。その訃報は7月場所開催中の同月18日、日本相撲協会より公表された。関係者によれば、前年4月に肺がんが見つかって以降、入退院を繰り返しており、死去の2、3日前から吐血するほど病状が悪化していたという。

## 主な成績

### 通算成績
- 通算成績：656勝323敗85休 勝率.670
- 幕内成績：512勝234敗70休 勝率.686
- 横綱成績：260勝86敗65休 勝率.751
- 大関成績：92勝28敗 勝率.767
- 現役在位：88場所
- 幕内在位：55場所
- 横綱在位：28場所
- 大関在位：8場所
- 三役在位：10場所（関脇6場所、小結4場所）
- 連勝記録：26（1978年11月場所初日〜1979年1月場所11日目）
- 連続6場所勝利：78勝（1978年1月場所〜1978年11月場所）
- 年間70勝以上勝利：3回（1978年・78勝12敗、1979年・71勝19敗、1980年・72勝18敗）
- 通算（幕内）連続勝ち越し記録：28場所（歴代4位タイ・1976年7月場所〜1981年1月場所）
- 幕内連続2桁勝利記録：23場所（歴代4位・1977年5月場所〜1981年1月場所）
- 幕内12勝以上連続勝利記録：3場所（全て13勝以上・1978年1月場所〜1978年5月場所）

### 各段優勝
- 幕内最高優勝：4回（1977年5月場所、1978年11月場所＝全勝、1979年5月場所、1980年9月場所）

### 三賞・金星
- 三賞：6回
殊勲賞：2回（1976年11月場所、1977年1月場所）
技能賞：4回（1974年9月場所、1974年11月場所、1975年1月場所、1976年9月場所）
- 金星：3個（北の湖3個）

### 場所別成績
| | 一月場所 初場所（東京） | 三月場所 春場所（大阪） | 五月場所 夏場所（東京） | 七月場所 名古屋場所（愛知） | 九月場所 秋場所（東京） | 十一月場所 九州場所（福岡） |
| --- | ----------------------- | ----------------------- | ----------------------- | --------------------------- | ----------------------- | --------------------------- |
| 1968年 （昭和43年） | x                       | x                       | x                       | （前相撲）                  | 東序ノ口7枚目 4–3       | 西序二段68枚目 5–2          |
| 1969年 （昭和44年） | 西序二段16枚目 6–1      | 東三段目70枚目 5–2      | 西三段目44枚目 5–2      | 西三段目20枚目 4–3          | 西三段目7枚目 5–2       | 東幕下47枚目 3–4            |
| 1970年 （昭和45年） | 東幕下53枚目 1–6        | 東三段目19枚目 0–1–6    | 東三段目55枚目 6–1      | 東三段目20枚目 6–1          | 西幕下47枚目 5–2        | 西幕下28枚目 4–3            |
| 1971年 （昭和46年） | 西幕下22枚目 3–4        | 東幕下29枚目 5–2        | 東幕下16枚目 4–3        | 西幕下10枚目 2–5            | 西幕下25枚目 0–1–6      | 東幕下55枚目 5–2            |
| 1972年 （昭和47年） | 西幕下38枚目 3–1–3      | 西幕下43枚目 6–1        | 西幕下17枚目 4–3        | 西幕下12枚目 4–3            | 西幕下10枚目 4–3        | 東幕下8枚目 4–3             |
| 1973年 （昭和48年） | 東幕下7枚目 5–2         | 西幕下筆頭 3–4          | 西幕下3枚目 5–2         | 西十両13枚目 10–5           | 西十両5枚目 10–5        | 東前頭13枚目 6–9            |
| 1974年 （昭和49年） | 西十両2枚目 8–7         | 東前頭13枚目 8–7        | 東前頭11枚目 9–6        | 東前頭6枚目 8–7             | 東前頭3枚目 10–5 技     | 西小結 11–4 技              |
| 1975年 （昭和50年） | 西関脇 9–6 技           | 東関脇 9–6              | 東関脇 2–8–5            | 東前頭8枚目 9–6             | 西前頭2枚目 9–6 ★       | 西小結 8–7                  |
| 1976年 （昭和51年） | 西小結 4–11             | 西前頭4枚目 9–6 ★       | 東小結 7–8              | 東前頭筆頭 9–6 ★            | 西関脇 11–4 技          | 東関脇 11–4 殊              |
| 1977年 （昭和52年） | 東関脇 11–4 殊          | 西大関 9–6              | 西大関 13–2             | 東大関 10–5                 | 東大関 10–5             | 西大関 10–5                 |
| 1978年 （昭和53年） | 東大関 13–2             | 東大関 13–2             | 東大関 14–1             | 西横綱 11–4                 | 東張出横綱 12–3         | 西横綱 15–0                 |
| 1979年 （昭和54年） | 東横綱 11–4             | 西横綱 12–3             | 西横綱 14–1             | 東横綱 11–4                 | 西張出横綱 11–4         | 東張出横綱 12–3             |
| 1980年 （昭和55年） | 西横綱大関 11–4         | 東張出横綱 12–3         | 西横綱 12–3             | 西横綱 10–5                 | 西横綱 14–1             | 東横綱 13–2                 |
| 1981年 （昭和56年） | 西横綱大関 10–5         | 東張出横綱 3–4–8        | 西横綱大関 0–3–12       | 西横綱大関 休場 0–0–15      | 東張出横綱 11–4         | 東横綱 休場 0–0–15          |
| 1982年 （昭和57年） | 東張出横綱 9–6          | 東張出横綱 11–4         | 東張出横綱 12–3         | 西横綱 11–4                 | 西横綱 10–5             | 西横綱 休場 0–0–15          |
| 1983年 （昭和58年） | 東張出横綱 引退 2–4–0   | x                       | x                       | x                           | x                       | x                           |
| 各欄の数字は、「勝ち-負け-休場」を示す。 優勝 引退 休場 十両 幕下 三賞：敢=敢闘賞、殊=殊勲賞、技=技能賞 その他：★=金星 番付階級：幕内 - 十両 - 幕下 - 三段目 - 序二段 - 序ノ口 幕内序列：横綱 - 大関 - 関脇 - 小結 - 前頭（「#数字」は各位内の序列） |                         |                         |                         |                             |                         |                             |

## 合い口
- 元横綱・輪島には14勝19敗。横綱同士の対戦は8勝5敗。
- 元横綱・北の湖には18勝25敗(不戦勝1を含む)。他に優勝決定戦で2敗がある。横綱同士の対戦は7勝14敗(不戦勝1を含む)。
- 元横綱・三重ノ海には19勝14敗。大関同士の対戦は若乃花の6勝2敗、横綱同士の対戦は1勝3敗。
- 元横綱・千代の富士には10勝5敗。横綱同士の対戦は2勝3敗。
- 元大関・大麒麟には1勝1敗(不戦勝1を含む)。
- 元大関・大受には3勝3敗。いずれも大受が大関陥落後の対戦である。
- 元大関・魁傑には16勝7敗。大関同士の対戦は3勝1敗、若乃花の横綱昇進後は3戦全勝。
- 元大関・旭國には14勝15敗。大関同士の対戦は5勝3敗、若乃花の横綱昇進後は4勝2敗。
- 元大関・増位山には26勝3敗。増位山の大関昇進後は5戦全勝。
- 元大関・琴風には13勝7敗。琴風の大関昇進後は3勝2敗。
- 元大関・朝潮(4代)には9勝6敗。いずれも朝潮が大関昇進前の対戦である。1983年1月場所で突き倒しに敗れた相撲が、若乃花の現役最後の一番となった。
- 元大関・北天佑には2勝3敗。いずれも北天佑が大関昇進前の対戦である。

## 幕内対戦成績
| 力士名   | 勝数 | 負数  | 力士名   | 勝数  | 負数 | 力士名    | 勝数 | 負数 | 力士名     | 勝数  | 負数 |
| -------- | ---- | ----- | -------- | ----- | ---- | --------- | ---- | ---- | ---------- | ----- | ---- |
| 青葉城   | 5    | 5     | 青葉山   | 10    | 0    | 朝潮(4代) | 9    | 6    | 朝登       | 1     | 0    |
| 旭國     | 14   | 15    | 東洋     | 6     | 0    | 天ノ山    | 9    | 1    | 荒勢       | 14    | 14   |
| 大潮     | 12   | 1     | 巨砲     | 7     | 6    | 大錦      | 8    | 3    | 大ノ海     | 1     | 0    |
| 大豊     | 0    | 1(1)  | 大鷲     | 1     | 1    | 魁輝      | 12   | 2    | 魁傑       | 16    | 7    |
| 北瀬海   | 5    | 4     | 北の湖   | 18(1) | 25** | 騏ノ嵐    | 2    | 0    | 麒麟児     | 22(1) | 9    |
| 蔵間     | 11   | 1     | 黒瀬川   | 9     | 0    | 黒姫山    | 18   | 5    | 琴風       | 13    | 7    |
| 琴乃冨士 | 2    | 0     | 琴若     | 2     | 0    | 小沼      | 1    | 0    | 金剛       | 4     | 5    |
| 蔵玉錦   | 4    | 0     | 佐田の海 | 4     | 1    | 白田山    | 1    | 0    | 大峩       | 1     | 0    |
| 大麒麟   | 1(1) | 1     | 大受     | 3     | 3    | 大竜川    | 1    | 0    | 高見山     | 28    | 4(1) |
| 谷嵐     | 1    | 0     | 玉輝山   | 7     | 1    | 玉ノ富士  | 23   | 3    | 千代の富士 | 10    | 5    |
| 出羽の花 | 10   | 5     | 天龍     | 1     | 1    | 闘竜      | 3    | 3    | 時葉山     | 1     | 0    |
| 栃赤城   | 8    | 4     | 栃東     | 3     | 5    | 栃光      | 29   | 2    | 栃富士     | 1     | 0    |
| 羽黒岩   | 2    | 2     | 長谷川   | 1     | 3    | 播竜山    | 4    | 0    | 福の花     | 3     | 4    |
| 富士櫻   | 17   | 11(1) | 双津竜   | 4     | 0    | 鳳凰      | 3    | 2    | 北天佑     | 2     | 3    |
| 増位山   | 26   | 3     | 舛田山   | 2     | 2(1) | 三重ノ海  | 19   | 14   | 陸奥嵐     | 3     | 1    |
| 豊山     | 7    | 3     | 吉王山   | 1     | 2    | 吉の谷    | 1    | 1    | 琉王       | 2     | 2    |
| 龍虎     | 4    | 1     | 若ノ海   | 2     | 1    | 若の富士  | 1    | 0    | 輪島       | 14    | 19   |
| 鷲羽山   | 18   | 3     |          |       |      |           |      |      |            |       |      |

- 他に優勝決定戦で北の湖に2敗がある。

## 改名歴
- 下山 勝則（しもやま かつのり） 1968年7月場所 - 1971年1月場所
- 朝ノ花 勝則（あさのはな -） 1971年3月場所 - 1972年11月場所
- 若三杉 幹士（わかみすぎ かんじ） 1973年1月場所 - 1974年5月場所
- 若三杉 壽人（- としひと） 1974年7月場所 - 1978年5月場所
- 若乃花 幹士（わかのはな かんじ） 1978年7月場所 - 1983年1月場所（引退）

## 年寄変遷
- 若乃花 幹士（わかのはな かんじ） 1983年1月 - 1983年5月
- 間垣 勝晴（まがき かつはる） 1983年5月 - 2013年12月（退職）